# Хиени
Хиените (Hyaena) са род средноголеми бозайници от семейство Хиенови (Hyaenidae).

## Описание
Достигат на дължина до 150 cm и до 55 kg маса, като ивичестите хиени са малко по-едри. Хранят се главно с мърша.

## Видове
Род Хиенови
- Вид Кафява хиена (Hyaena brunnea) – разпространен в Южна Африка
- Вид Ивичеста хиена (Hyaena hyaena) – разпространен в останалата част от Африка и в Югозападна и Южна Азия